# Kimmeridgiense
| Era Eratema | Periodo Sistema | Época Serie         | Edad Piso                      | Inicio, en millones de años |
| ----------- | --------------- | ------------------- | ------------------------------ | --------------------------- |
| Mesozoico   | Cretácico       | Cretácico           | Cretácico                      | 143,1                       |
| Mesozoico   | Jurásico        | Superior / Tardío   | Titoniense Titoniano           | 149,2±0,7                   |
| Mesozoico   | Jurásico        | Superior / Tardío   | Kimmeridgiense Kimmeridgiano   | 154,8±0,8                   |
| Mesozoico   | Jurásico        | Superior / Tardío   | Oxfordiense Oxfordiano         | 161,5±1,0                   |
| Mesozoico   | Jurásico        | Medio               | Calloviense Calloviano         | 165,3±1,1                   |
| Mesozoico   | Jurásico        | Medio               | Bathoniense Bathoniano         | 168,2±1,2                   |
| Mesozoico   | Jurásico        | Medio               | Bajociense Bajociano           | 170,9±0,8                   |
| Mesozoico   | Jurásico        | Medio               | Aaleniense Aaleniano           | 174,7±0,8                   |
| Mesozoico   | Jurásico        | Inferior / Temprano | Toarciense Toarciano           | 184,2±0,3                   |
| Mesozoico   | Jurásico        | Inferior / Temprano | Pliensbachiense Pliensbachiano | 192,9±0,3                   |
| Mesozoico   | Jurásico        | Inferior / Temprano | Sinemuriense Sinemuriano       | 199,3±0,3                   |
| Mesozoico   | Jurásico        | Inferior / Temprano | Hettangiense Hettangiano       | 201,4±0,2                   |
| Mesozoico   | Triásico        | Triásico            | Triásico                       | 251,902±0,024               |

El Kimmeridgiense o Kimmeridgiano es el segundo piso y edad del Jurásico Superior/Tardío, en la escala temporal geológica. Sucede al Oxfordiense y precede al Titoniense. Se inició hace unos 154,8 millones de años y terminó hace unos 149,2 millones de años.
El Kimmeridgiense se introdujo en la literatura científica por el paleontólogo francés Alcide d'Orbigny en 1842. Recibe su nombre de la localidad de Kimmeridge (Reino Unido).
Los dinosaurios saurópodos, los cuales se hicieron gigantes en estos tiempos, proliferaron junto con terópodos, hipsilofodóntidos y estegosaurios. Los pterosaurios siguieron siendo pequeños, mientras los plesiosaurios e ictiosaurios alcanzaron grandes dimensiones, llegando a dominar los océanos. Aparecieron las primeras aves y los mamíferos todavía eran pequeños y comparativamente raros.
La Formación Arcilla de Kimmeridge es la razón de cerca del 95% del petróleo que hay en el Mar del Norte.

## Sección estratotipo y punto de límite global (GSSP)
La sección estratotipo y punto de límite global (GSSP) para la base del Kimmeridgiense encuentra en Flodigarry (isla de Skye, Escocia, Reino Unido). Se caracteriza por la base de la zona Baylei de amonites boreales, la base de la subzona Densicostata, marcada por la base del horizonte flodigarriensis y la base de la zona Bauhini de amonites boreales. El piso y el GSSP fueron aprobados por la Comisión Internacional de Estratigrafía en enero de 2021 y ratificados por la Unión Internacional de Ciencias Geológicas en febrero del mismo año.
El techo del Kimmeridgiense se define por la base del Titoniense, pendiente de definir, que se caracteriza provisionalmente por la base de la zona de amonites Hybonoticeras hybonotum, la primera aparición del género Gravesia y la base del cron M22An.

## Fauna del Kimmeridgiense

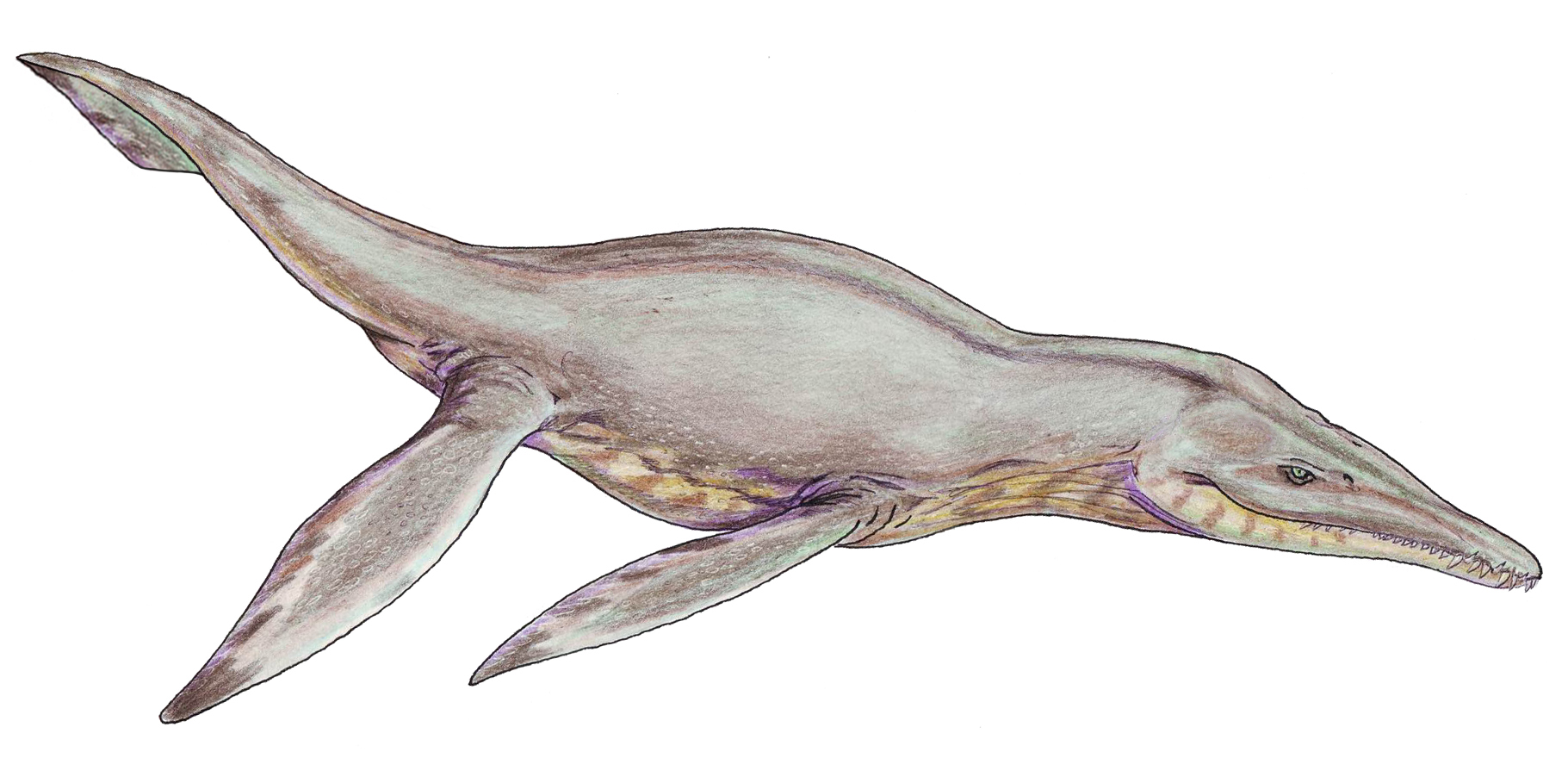
Pliosaurus.
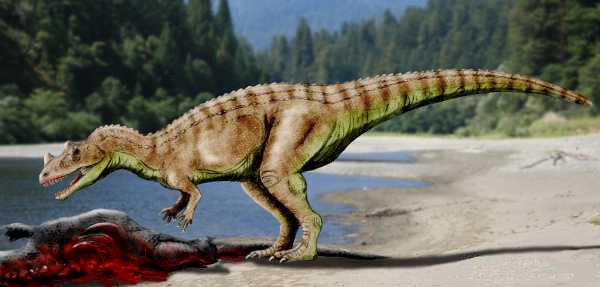
Ceratosaurus.
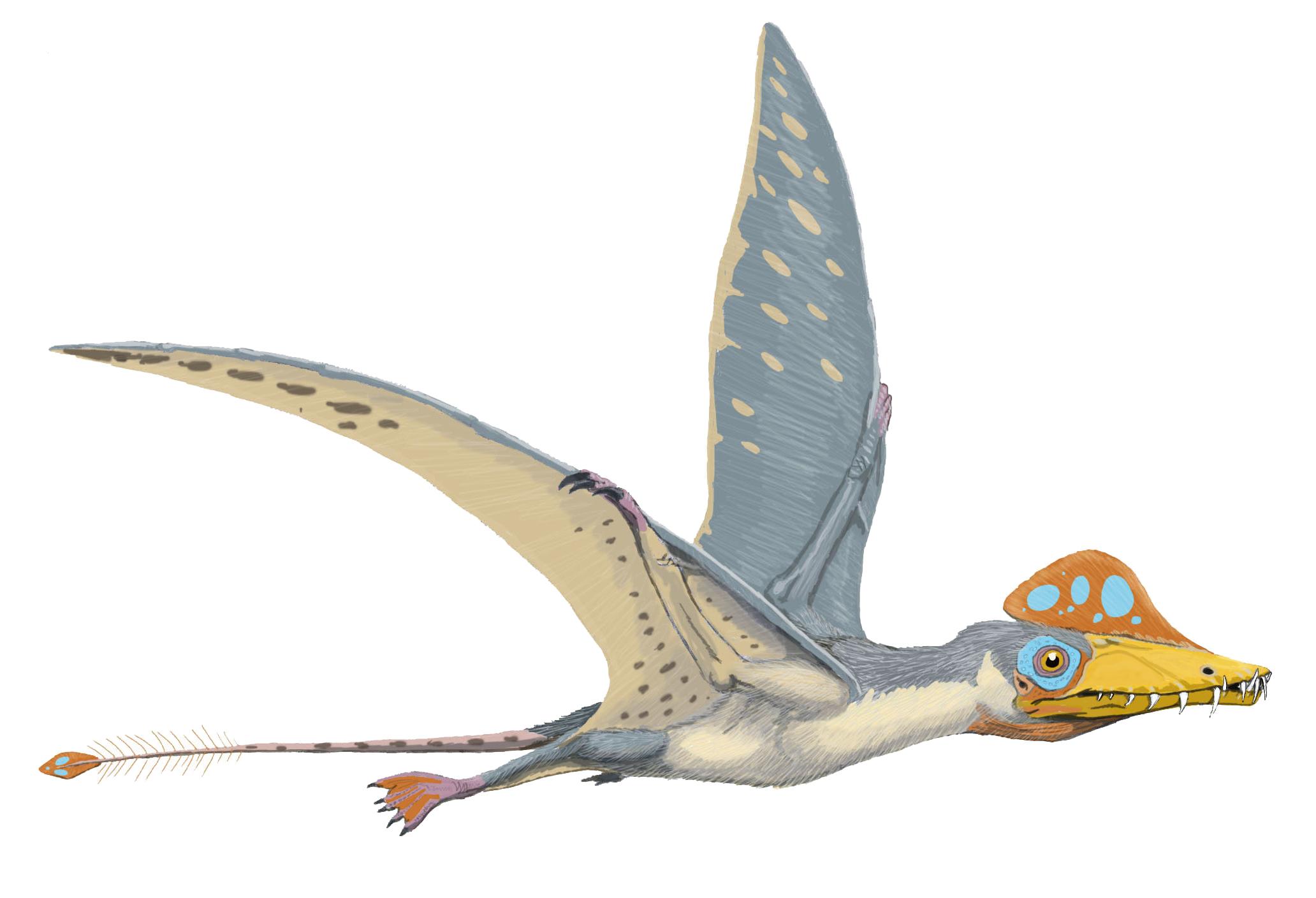
Scaphognathus